# ماخ ۲ (فیلم)
ماخ ۲ (انگلیسی: Mach 2) یک فیلم به کارگردانی فرد اولان ری است که در سال ۲۰۰۱ منتشر شد. از بازیگران آن می‌توان به کلیف رابرتسون اشاره کرد.